# Dichotomius camargoi
Dichotomius camargoi là một loài bọ cánh cứng trong họ Bọ hung (Scarabaeidae).